# Ready for the Weekend
Ready for the Weekend è il secondo album di Calvin Harris, pubblicato il 14 agosto 2009 dalla Fly Eye, Columbia.

## Tracce
1. The Rain – 4:36
2. Ready for the Weekend – 3:37
3. Stars Come Out – 4:28
4. You Used to Hold Me – 3:51
5. Blue – 3:41
6. I'm Not Alone – 3:31
7. Flashback – 3:49
8. Worst Day (con Izza Kizza)– 3:46
9. Relax – 3:49
10. Limits – 3:42
11. Burns Night – 2:20
12. Yeah Yeah Yeah La La La – 3:17
13. Dance wiv Me (con Dizzee Rascal, Chrome) – 4:24
14. 5iliconeator – 3:29

Edizione iTunes
Edizione iTunes statunitense
1. I'm Not Alone (deadmau5 Remix) – 8:15

Edizione giapponese
1. Ready for the Weekend (Fake Blood Remix)
2. I'm Not Alone (Tiësto Remix)
3. I'm Not Alone (Taku Takahashi Remix)